# الدوري التايلاندي الممتاز 2002-03
الدوري التايلاندي الممتاز 2002-03 (بالتايلندية: จีเอสเอ็มไทยลีก ฤดูกาล 2545/46)‏ هو الموسم 7 من الدوري التايلاندي الممتاز. كان عدد الأندية المشاركة فيه 10، وفاز فيه Krung Thai Bank F.C. ‏.